# Berenguer Ramon II av Barcelona
Berenguer Ramon II av Barcelona, död 1097, var regerande greve av Barcelona mellan 1076 och 1097.
Han anklagades för att ha mördat sin tvilling, och detta förstörde hans rykte. Han bedrev kampanjer mot morerna, och är känd för sin konflikt med El Cid.